# Danowice
Danowice (niem. Dennewitz) – osada w Polsce położona w województwie zachodniopomorskim, w powiecie drawskim, w gminie Wierzchowo. 
W latach 1975–1998 miejscowość administracyjnie należała do województwa koszalińskiego. Osada wchodzi w skład sołectwa Świerczyna.

## Geografia
Osada leży ok. 3,5 km na północny wschód od Świerczyny, ok. 700 m na zachód od jeziora Machlinko.